# رينجر سميث
جون فرانسيس سميث , يشار إليه بشكل أكثر شيوعًا باسم رينجر سميث (والمعروف باسم السيد رينجر من قبل يوغي و بو-بو) (بالإنجليزية: Ranger Smith)‏ هو أحد شخصيات خيالية كرتونية من هانا-باربيرا الظهور الأول للشخصية من المسلسل الكرتوني ذا يوغي بير شو في عام 1958.
رينجر سميث هو حارس المتنزه هو شخصية السلطة الجادة والصارمة في  منتزه جيليستون .